# Trogoderma obscurum
Trogoderma obscurum is een keversoort uit de familie spektorren (Dermestidae). De wetenschappelijke naam van de soort werd in 1936 gepubliceerd door Maurice Pic.